# Оренбург – Заїнськ
Оренбург — Заїнськ — перший газопровід, споруджений для видачі продукції унікального Оренбурзького газоконденсатного родовища.
Наприкінці 1960-х на Південному Уралі узялись за розвиток Оренбурзького родовища. У 1970—1974 роках (ще до запуску Оренбурзького ГПЗ) спорудили газопровід до розташованого у  Татарстані міста Заїнськ, де велось будівництво другої черги потужної Заїнської ТЕС. При цьому перекачування блакитного палива почалось ще в 1972-му із використанням першої ділянки довжиною 343 км (можливо відзначити, що на той час у Татарстані вже існувала газотранспортна інфраструктура, яка, зокрема, включала трубопроводи Бавли — Тубанкуль, Міннібаєво – Тубанкуль та Міннібаєво — Заїнськ — Іжевськ).
Загальна довжина газопроводу 508 км, він виконаний у діаметрі 1020 мм та має робочий тиск у 5,6 МПа. На одній з ділянок він прямує в одному коридорі з газопроводом Міннібаєво – Казань.
У 1973-му за допомогою перемички завдовжки 83 км та діаметром 520 мм 301-й кілометр траси трубопроводу Оренбург — Заїнськ сполучили з районом Похвістнєво, де утворився комплекс підземних сховищ газу (Аманакське, Михайлівське, Кірюшкінське, Дмитрієвське).